# Hitlerputsch

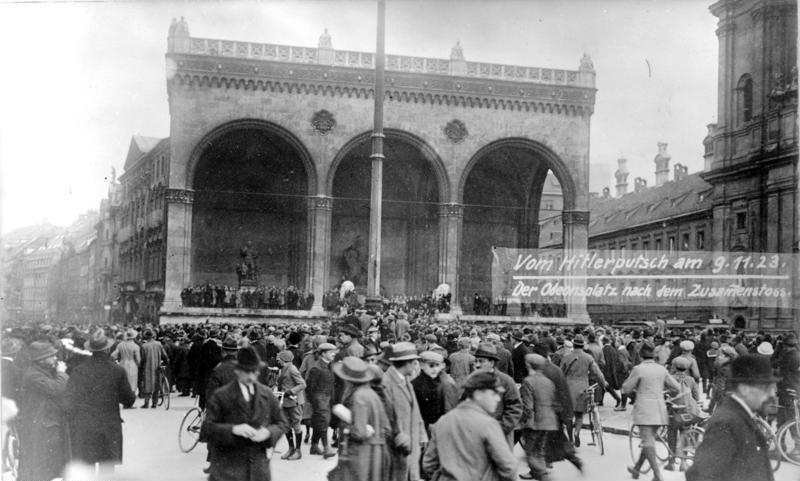
Odeonsplatz nach dem Putschversuch am 9. November 1923

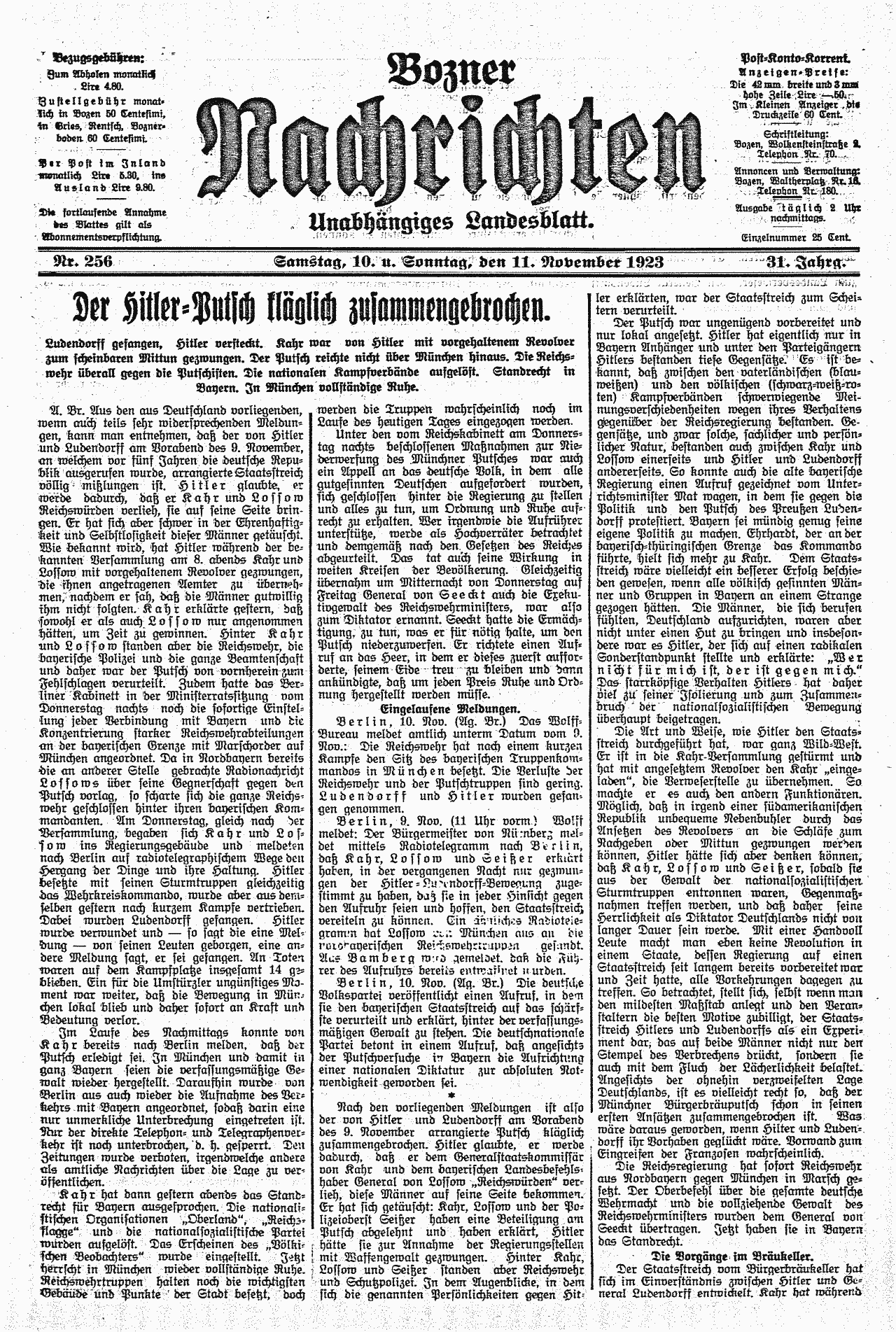
Bericht der Bozner Nachrichten am 10. November 1923: Der Hitler-Putsch kläglich zusammengebrochen

Der Hitlerputsch (auch Hitler-Ludendorff-Putsch, Bürgerbräu-Putsch, Marsch auf die Feldherrnhalle und Bierkeller-Putsch genannt) war ein am 8. und 9. November 1923 unternommener Putschversuch der NSDAP unter Adolf Hitler und Erich Ludendorff. Mit erwarteter Hilfe aus der rechtskonservativen bayerischen Landesregierung und Verwaltung sollte nach dem Vorbild Mussolinis die Reichsregierung in Berlin gestürzt werden. Das Ziel des Umsturzversuchs war die Beseitigung der parlamentarischen Demokratie und die Errichtung einer nationalsozialistischen Diktatur.

## Hintergrund
Auf die sozialistische bayerische Regierung Eisner und die Münchner Räterepublik hatten die „vaterländischen und nationalistischen“ Gruppen mit dem zunehmend radikaler formulierten Wunsch nach „Ordnung“ und mit deutlich verstärkten antidemokratischen Tendenzen reagiert. München entwickelte sich zu einer Hochburg der Rechten; hinzu kamen separatistische Bestrebungen. Die 1918 als Nachfolgeorganisation des bayerischen Zentrums gegründete Bayerische Volkspartei (BVP) behielt sich schon 1919 eine Abtrennung Bayerns vom Reich vor. Inflation, Not und die französisch-belgische Besetzung des Ruhrgebietes verstärkten die Unzufriedenheit.
Zum Ausbruch des Konflikts kam es, als der neue Reichskanzler Gustav Stresemann im September 1923 den „passiven Widerstand“ der Regierung des vorherigen Reichskanzlers Wilhelm Cuno gegen die Ruhrbesetzung abbrach. Diesen „Verrat“ nahm die bayerische Regierung unter dem BVP-Ministerpräsidenten Eugen Ritter von Knilling zum Anlass, um von der „bayerischen Ordnungszelle“ aus auf eine „nationale Diktatur“ in Berlin hinzuarbeiten und gegen die französische Politik an Rhein und Ruhr vorzugehen. Dazu ernannte die bayerische Staatsregierung am 26. September den früheren Ministerpräsidenten Gustav Ritter von Kahr zum diktatorischen Generalstaatskommissar: Er erklärte umgehend den Ausnahmezustand, setzte die Grundrechte außer Kraft und übernahm das Kommando von bayerischen Truppen der Reichswehr. Als Reaktion auf diesen verfassungswidrigen Akt verhängte Reichspräsident Friedrich Ebert noch am selben Tag den Ausnahmezustand über das gesamte Reich. Die vollziehende Gewalt übertrug er an Reichswehrminister Otto Geßler, der sie weiter an die Wehrkreisbefehlshaber delegierte. Im Wehrkreis VII (München) war dies Generalleutnant Otto von Lossow, der zugleich bayerischer Landeskommandant der Reichswehr war.
Gustav von Kahr versuchte gemeinsam mit Lossow und Hans von Seißer, dem Kommandeur der bayerischen Landespolizei, seine republikfeindlichen Pläne in Angriff zu nehmen. Der Stellvertreter von Kahrs, Hubert von und zu Aufseß, drückte diese Intentionen am 20. Oktober 1923 in folgenden Worten aus:

„Es heißt für uns nicht: Los von Berlin! Wir sind keine Separatisten. Es heißt für uns: Auf nach Berlin! Wir sind seit zwei Monaten von Berlin in einer unerhörten Weise belogen worden. Das ist auch nicht anders zu erwarten von dieser Judenregierung, an deren Spitze ein Matratzeningenieur [Anm.: damit war Reichspräsident Friedrich Ebert gemeint] steht. Ich habe seinerzeit gesagt: In Berlin ist alles verebert und versaut, und ich halte das auch heute noch aufrecht.“

Kahr stand unterdessen im Wettkampf mit Adolf Hitler um die Führungsrolle im rechten Lager Bayerns. Dieser war am 25. September 1923 zum Führer des Deutschen Kampfbundes, der neuen Dachorganisation der Vaterländischen Verbände, gewählt worden. Kahr setzte am 29. September den Vollzug des Republikschutzgesetzes außer Kraft und ließ ab Mitte Oktober mehrere hundert jüdische Familien, die vor Jahrzehnten aus Osteuropa eingewandert waren (sogenannte Ostjuden), aus Bayern ausweisen. Mit diesen Maßnahmen wollte er seinen Rückhalt bei der extremen Rechten und den Anhängern Hitlers festigen.
Zum Eklat kam es am 20. Oktober. Nach einem beleidigenden Artikel gegen Reichskanzler Stresemann und Hans von Seeckt, den Chef der Heeresleitung, ordnete Reichswehrminister Geßler das Verbot des NSDAP-Sprachrohrs Völkischer Beobachter an. Otto von Lossow erhielt den Auftrag, dieses Verbot durchzusetzen. Dieser verweigerte jedoch die Ausführung des Befehls und wurde seines Amtes enthoben. Der bayerische Generalstaatskommissar ordnete hingegen an, dass Lossow Landeskommandant bleiben sollte, und betraute ihn „mit der Führung des bayerischen Teils des Reichsheeres“. Am 22. Oktober ließ Kahr die 7. Reichswehrdivision auf Bayern und seine Regierung vereidigen. Damit war der offene Bruch mit der Weimarer Republik vollzogen. Reichswehrminister Geßler betrachtete jedoch eine Verhängung der Reichsexekution gegen Bayern als aussichtslos: Die Reichswehr unter Seeckt wäre – gemäß dem Motto „Truppe schießt nicht auf Truppe“ – nicht bereit gewesen, diese auszuführen.

## Der Putsch

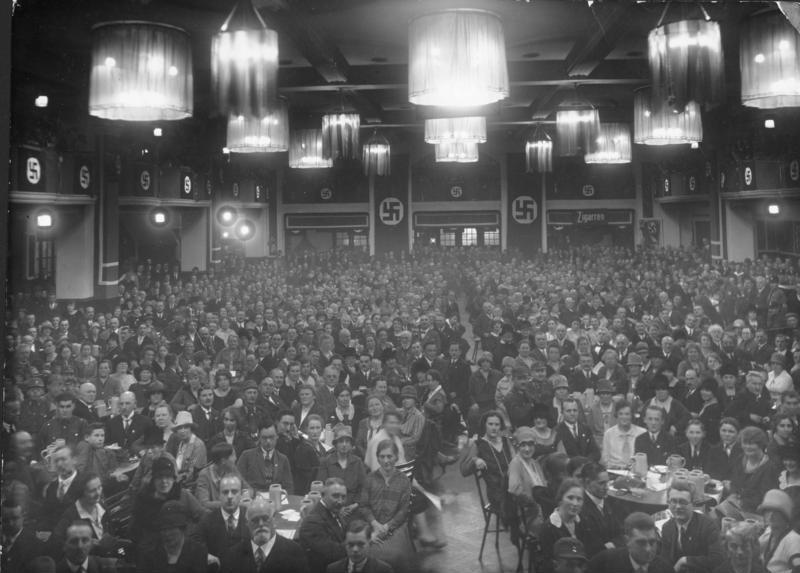
NSDAP-Versammlung im Bürgerbräukeller, ca. 1923

Hitler hatte den Putsch bereits für den 29. September 1923 geplant, wartete dann aber die turbulenten Entwicklungen in Bayern ab. Er wollte die neue Situation nutzen und die bayerische Regierung zum Sturz der Reichsregierung veranlassen. Am 30. Oktober 1923 rief er – ergebnislos – im Münchner Zirkus Krone zum Aufstand auf. Eine passende Gelegenheit bot sich, als Gustav von Kahr in Anwesenheit von Lossows, Seißers, Knillings, zweier weiterer Mitglieder des bayerischen Kabinetts und zahlreicher Prominenter aus verschiedenen nationalistischen Lagern im Bürgerbräukeller am 8. November 1923 über die Ziele seiner Politik sprechen wollte. Kahr begann in dem vollbesetzten Bürgerbräukeller um etwa 20 Uhr mit seiner Rede. Ludendorff hatte dem Kampfbund und den Offizieren der Infanterieschule den 8. November 20 Uhr 30 als „X-Zeit“ des Losschlagens angegeben.
Etwa 30 Minuten nach Beginn betrat Hitler in Begleitung des SA-Kommandeurs Hermann Göring sowie weiterer Nationalsozialisten vom Vestibül aus den Saal, stieg auf einen Stuhl, feuerte mit einer Pistole in die Decke, erlangte Aufmerksamkeit, warnte, das Versammlungslokal sei von der SA umstellt, und verkündete, die „nationale Revolution“ sei ausgebrochen. Er bat das Triumvirat – Kahr, Lossow, Seißer – und den mittlerweile herbeigeholten General der Infanterie und ehemaligen Ersten Generalquartiermeister Erich Ludendorff in einen Nebenraum, während Göring eine Rede hielt. Unterdessen brachte Hitler Kahr, Lossow und Seißer – nach späteren Aussagen mittels Erpressung – auf seine Seite. Die Putschisten setzten die beiden übrigen im Bürgerbräukeller anwesenden Mitglieder des Kabinetts währenddessen im Saal fest. Hitlers Ziel war ein sofortiger Aufstand, wozu das Triumvirat ihm seine Unterstützung zusagte. Zurück im Saal, baten die drei die Anwesenden, Hitlers Staatsstreich zu unterstützen. Ein von Hermann Esser entworfenes Flugblatt der Putschisten erklärte:

„Proklamation an das deutsche Volk! Die Regierung der Novemberverbrecher in Berlin ist heute für abgesetzt erklärt worden. Eine provisorische deutsche Nationalregierung ist gebildet worden, diese besteht aus General Ludendorff, Adolf Hitler, General von Lossow, Oberst von Seißer.“

Nach dem Vorbild des „Marschs auf Rom“ der italienischen Faschisten um Benito Mussolini sollten die in Bayern stehenden Reichswehrverbände zusammen mit antidemokratischen Wehrverbänden nach Berlin marschieren („Marsch auf Berlin“) und dort die Macht im Deutschen Reich übernehmen.
Ministerpräsident Eugen von Knilling, Justizminister Franz Gürtner, Innenminister Franz Schweyer, Landwirtschaftsminister Johannes Wutzlhofer, der Münchner Polizeipräsident Karl Mantel und weitere hochrangige Politiker wurden von 30 bewaffneten SA-Männern unter der Leitung von Rudolf Heß als Geiseln genommen und über Nacht im Privathaus des NS-Unterstützers Julius Friedrich Lehmann im Süden der Stadt festgehalten.
Als am Abend des 8. November der Putsch im Bürgerbräukeller in München bekannt wurde, formierten sich in anderen Münchner Gaststätten Antisemiten und Putschistenbefürworter, die zum Bavariaring zogen, um in dem dortigen Wohnviertel Juden ausfindig zu machen. Bei Geschäften und in der Münchner Hauptsynagoge wurden am selben Abend Scheiben eingeschlagen.
Inzwischen besetzte nach 22 Uhr Ernst Röhm, vom Löwenbräukeller kommend, mit einem Sonderkommando das Wehrkreiskommando VII, den Amtssitz Lossows in der Schönfeldstraße. Die dortige Wache leistete keinen Widerstand, als Röhm erklärte, er habe den Auftrag, eine Ehrenwache für Ludendorff und Lossow bereitzustellen. Im Wehrkreiskommando fanden sich allmählich zusammen: Hitler, Ludendorff, Röhm, Ernst Pöhner, Hermann Kriebel und Friedrich Weber. Von Otto von Lossow nahmen die Verschwörer an, dass er in der Kaserne des 19. (Bayerisches) Infanterie-Regiment (Reichswehr) (Hitlers Einheit bei der Reichswehr, Loth-/Infantriestraße) sei und dorthin seine Befehlsstelle des Wehrkreiskommandos verlegt habe. Lossow war in der Telegrafenstelle im selben Gebäude mit den Verschwörern und beorderte regierungstreue Truppen nach München.
Der inzwischen von dem Putsch benachrichtigte stellvertretende Ministerpräsident Franz Matt setzte sich noch am Abend mit einem Rumpfkabinett vorsorglich nach Regensburg ab, um die legitime Regierungsgewalt zu sichern. Noch in München erließ er einen an die Bevölkerung gerichteten Aufruf gegen den „Preußen Ludendorff“. Dieser Aufruf soll nach damaligen Zeitungsberichten wesentlich zur Überwindung des Putschversuches beigetragen haben. Die diskreditierende Behauptung der Nationalsozialisten, Matt habe vom Hitlerputsch während eines Abendessens mit Kardinal Michael von Faulhaber und dem Apostolischen Nuntius Eugenio Pacelli, dem späteren Papst Pius XII., erfahren, wurde von ihm selbst umgehend dementiert.
Um 2:55 Uhr nachts widerrief Gustav von Kahr, inzwischen in Kenntnis von der Abreise Franz Matts, im Rundfunk seine Zusage. Er erklärte die ihm, Lossow und Seißer „mit vorgehaltener Pistole abgepreßten Erklärungen“ für null und nichtig sowie die NSDAP und die Bünde Oberland und Reichskriegsflagge für aufgelöst. Oberamtmann Wilhelm Frick wurde als Erster festgenommen.
Reichspräsident Ebert übertrug noch in der Nacht vom 8. zum 9. November 1923 die vollziehende Gewalt im Reich von Reichswehrminister Geßler auf den Chef der Heeresleitung General von Seeckt – ersetzte also den „zivilen“ durch einen militärischen Ausnahmezustand.

## Der Marsch

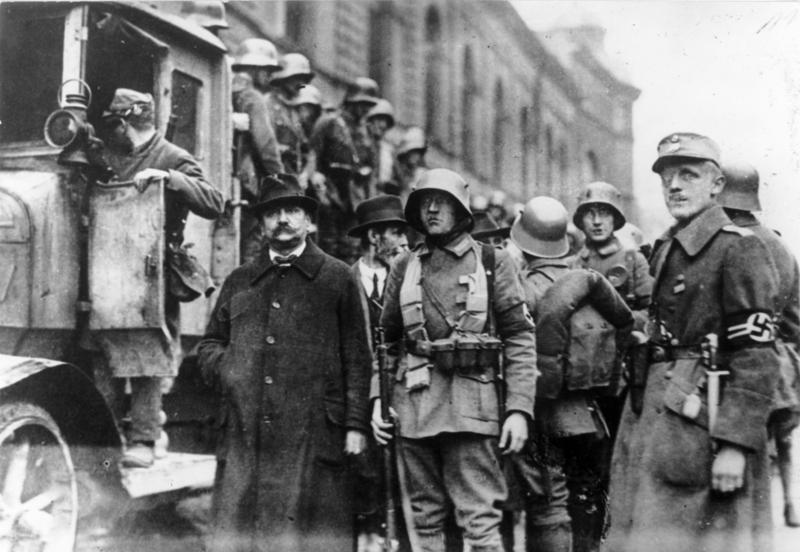
Stoßtrupp Hitlers (mit Hakenkreuz-Armbinden) mit festgenommenen sozialistischen Stadträten

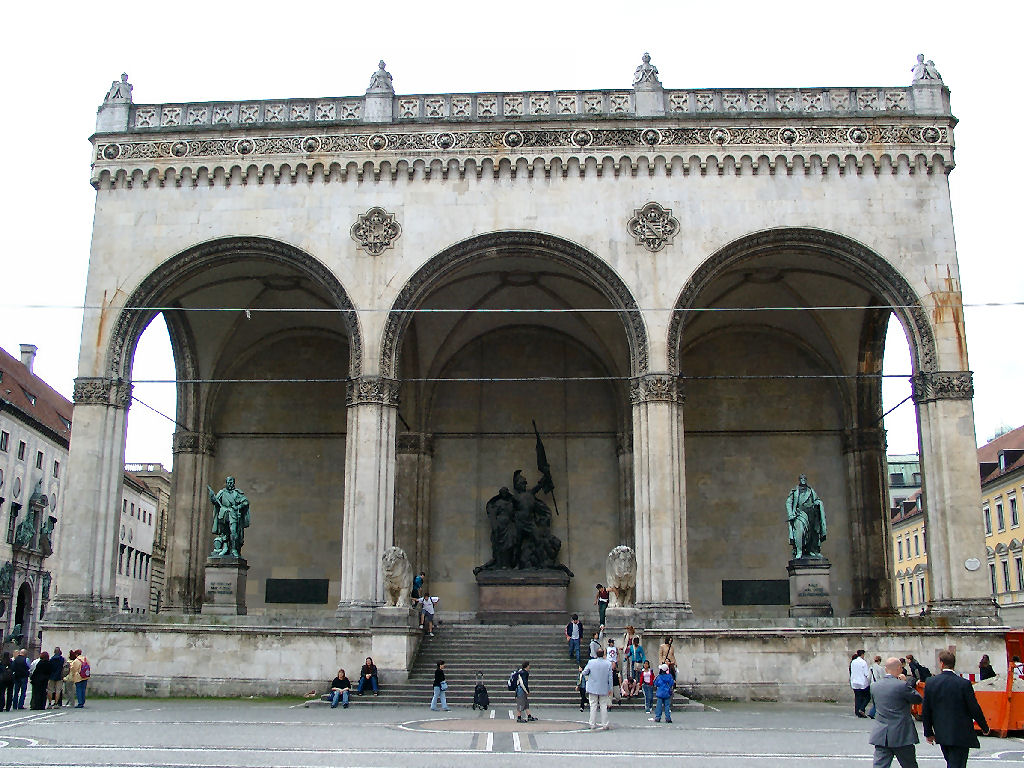
Die Feldherrnhalle – letzte Station des Putschversuchs

Dennoch verkündeten am Freitagmorgen, dem 9. November 1923, in München zahlreiche Plakate und Redner wie Julius Streicher und Helmuth Klotz den Sieg ihrer Bewegung. Selbst am Neuen Rathaus hing am Balkon eine riesige schwarz-weiß-rote Flagge. Julius Schaub nahm mit einem Stoßtrupp neun sozialistische Stadträte als Geiseln gefangen. Sie wurden, wie auch etwa zwei dutzend jüdische Männer, die zuvor in Lehel oder Bogenhausen von Putschisten an ihren Haustüren aufgegriffen wurden, am Morgen in den Bürgerbräukeller gesperrt. Während Putschisten vorschlugen die Gefangenen als menschliche Schutzschilde beim Marsch mitzuführen, drohte SA-Führer Hermann Göring gegenüber der Bayerischen Landespolizei mit der Erschießung der Geiseln, sollten Putschisten beim Marsch durch die Münchner Innenstadt zu Tode kommen. Dessen ungeachtet rückten mit Panzerwagen verstärkte Verbände der Reichswehr und der Landespolizei gegen das Wehrkreiskommando vor, das Röhm mit 400 Putschisten vom Bund Reichskriegsflagge besetzt hatte. Bei einem Schusswechsel wurden zwei Soldaten der Reichswehr verwundet; Martin Faust und Theodor Casella starben dabei (als erste Putschisten). Vermittler versuchten Röhm zur Kapitulation zu bewegen; er stimmte aber erst um 11.45 Uhr einem Waffenstillstand und nur für zwei Stunden zu.
Um die Bevölkerung auf ihre Seite zu ziehen und damit Polizei und Reichswehr doch noch dazu zu bewegen, die Putschisten zu unterstützen, schlug Ludendorff vor, einen Propagandazug vom Bürgerbräukeller durch die Münchner Innenstadt zum Wehrkreiskommando zu unternehmen. Unter seiner und Hitlers Führung, beide trugen Zivil, marschierten ihre Anhänger, darunter auch der spätere Bundesminister Theodor Oberländer, gegen 12 Uhr los. Rechts von Ludendorff, der das Kommando übernommen hatte, ging Göring, zu seiner Linken Hitler und neben diesem Max Erwin von Scheubner-Richter.

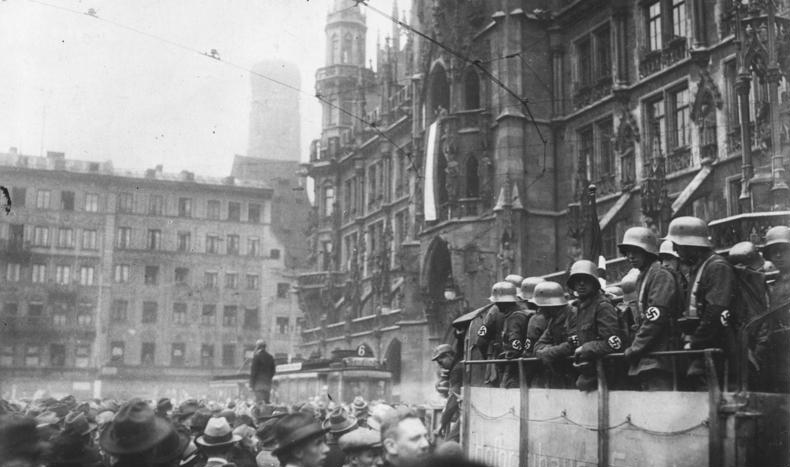
Unruhen auf dem Münchner Marienplatz während des Putsches. Der Redner ist Julius Streicher.

Ludendorff führte die Putschisten vom Bürgerbräukeller über die Ludwigsbrücke. Dort entwaffneten sie eine 30 Mann starke Abteilung der Landespolizei und marschierten weiter zum Marienplatz. Anschließend bog die Kolonne in die Weinstraße ein und zog dann durch die Theatinerstraße in Richtung Odeonsplatz. Nördlich vom Odeonsplatz lag das Wehrkreiskommando, wo sich Röhm verschanzt hatte. Der Kommandant der Landespolizei in der Residenz, Michael Freiherr von Godin, erhielt auf eine telefonische Anfrage durch Seißer den Befehl, das Heraustreten der Hitlertruppen auf den Odeonsplatz müsse mit allen Machtmitteln gestoppt werden.
Godin riegelte daraufhin mit seinen 130 Mann, die mit einer Kanone und Maschinengewehren bewaffnet waren, den Odeonsplatz ab. Daraufhin ließ Ludendorff die Marschierer rechts in die kurze Perusastraße einschwenken und gleich danach links in die Residenzstraße abbiegen. In Zehner- bis Sechzehnerreihen bewegten sich die Putschisten, Die Wacht am Rhein und O Deutschland hoch in Ehren singend, voran in Richtung Feldherrnhalle und durchbrachen eine Absperrkette der Polizei in der Residenzstraße.
Um 12.45 Uhr starben, von Schüssen getroffen, der Polizeikommandant Hauptmann Rudolf Schraut, sowie der Polizei-Oberwachtmeister Friedrich Fink, Polizei-Unterwachtmeister Nikolaus Hollweg und Polizei-Hilfswachtmeister Max Schoberth. Das Feuer der Polizisten tötete daraufhin Scheubner-Richter, der den eingehakten Hitler mit sich zu Boden riss. Der Leibwächter Ulrich Graf stellte sich vor ihn und fiel, von elf Kugeln getroffen, auf Hitler und Scheubner-Richter. Göring wurde in den Schenkel und in die Lende getroffen.
Die Putschisten warfen sich zu Boden, während die zahlreichen Zuschauer flüchteten. Die ganze Aktion dauerte weniger als eine Minute. Bei der Schießerei wurden vier Polizisten der Bayerischen Landespolizei, dreizehn Putschisten sowie ein Schaulustiger getötet. Später starben bei der Erstürmung des besetzten Wehrkreiskommandos in der Schönfeldstraße durch die Bayerische Landespolizei noch zwei weitere Putschisten. Unter den Getöteten waren folgende Berufsgruppen vertreten: vier Polizisten, vier Kaufleute (darunter Klaus von Pape und Oskar Körner), drei Bankbeamte, ein Hutmacher, ein Oberkellner, ein Schlosser, ein Versicherungskaufmann, ein Diener (Kurt Neubauer), ein Rittmeister, ein Oberstlandesgerichtsrat (Theodor von der Pfordten), ein Ingenieur sowie der Diplomat und Mitinitiator Scheubner-Richter.
Der Pater Rupert Mayer gab den Sterbenden auf dem Odeonsplatz die letzten Sakramente und sprach mit den Verwundeten. Zahlreiche Schwerverwundete wurden in die Universitätsklinik eingeliefert, wo sie unter der Leitung von Ferdinand Sauerbruch operiert wurden. Ludendorff, der unverletzt geblieben war, wurde am gleichen Tag festgenommen und nach einer Befragung von fünf Stunden und zwanzig Minuten um 22.20 Uhr gegen Ehrenwort wieder auf freien Fuß gesetzt.
Die Geiseln im Bürgerbräukeller waren in der Zwischenzeit, bereits gegen Mittag, von der bayerischen Landespolizei befreit worden.
Hitler entkam durch Flucht mit Hilfe eines Sanitätsautos; „die wenige Jahre später von ihm selbst verbreitete Legende, er habe ein hilfloses Kind aus dem Feuer getragen, ist schon vom Ludendorff-Kreis widerlegt worden, ehe er selbst davon Abstand nahm“. Bei dem Kind handelte es sich um den zehnjährigen Knaben Gottfried Mayr, der eine Schusswunde am Oberarm erhalten hatte und dem Hitlers Gefolgsmann Walter Schultze Erste Hilfe leistete. Hitler versteckte sich in Uffing am Staffelsee im Landhaus von Ernst Hanfstaengl, wurde jedoch am 11. November 1923 ebenfalls in Haft genommen. Die NSDAP wurde im ganzen Deutschen Reich verboten.

### Getötete bayerische Polizisten
- Friedrich Fink
- Nikolaus Hollweg
- Max Schoberth
- Rudolf Schraut

### Getöteter Schaulustiger
Karl Kuhn war ein unbeteiligter Oberkellner, der nicht am Putsch teilgenommen hatte, sondern aus Neugier aus seinem Café gekommen war. Er wurde von einer Kugel tödlich getroffen.

### Getötete Putschisten
Die getöteten Putschisten wurden zwischen 1933 und 1945 als „Blutzeugen der Bewegung“ geehrt und zugleich von der NS-Propaganda instrumentalisiert.
- Felix Allfarth
- Andreas Bauriedl
- Theodor Casella
- Wilhelm Ehrlich
- Martin Faust
- Anton Hechenberger
- Oskar Körner
- Karl Laforce
- Kurt Neubauer
- Klaus von Pape
- Theodor von der Pfordten
- Johann Rickmers
- Max Erwin von Scheubner-Richter
- Lorenz Ritter von Stransky-Griffenfeld
- Wilhelm Wolf

## Prozess und Urteil

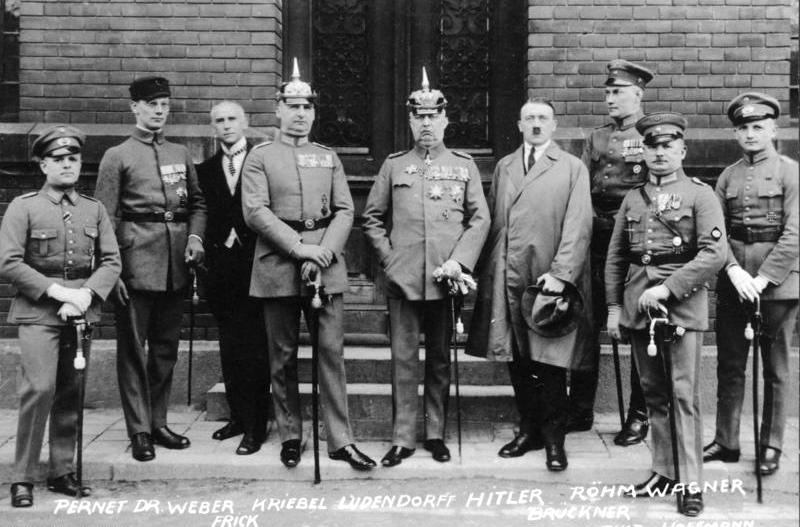
Hitler, rechts neben Ludendorff (Bildmitte), posiert mit weiteren Teilnehmern des Hitler-Ludendorff-Putsches vor dem Gerichtsgebäude, 1924

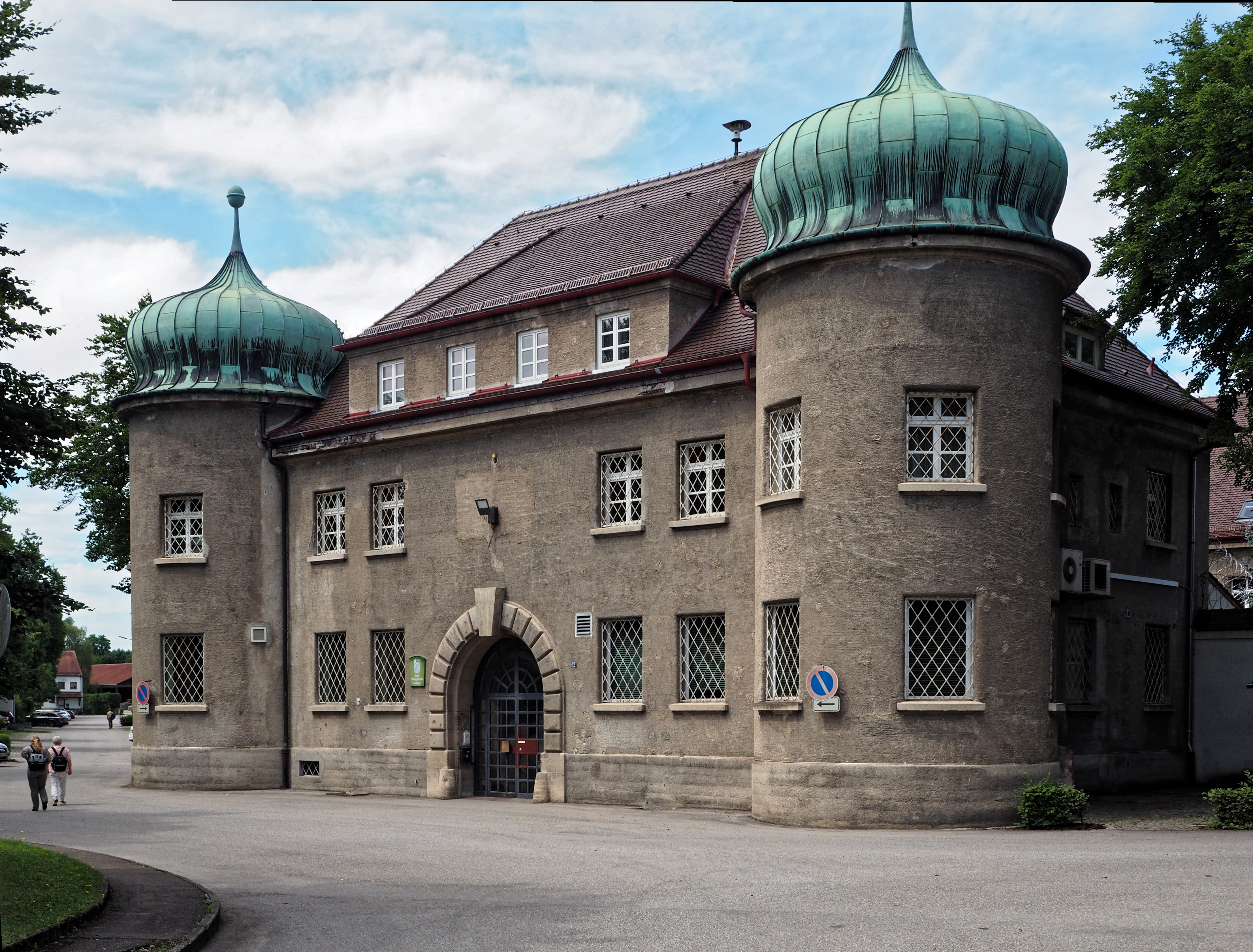
Justizvollzugsanstalt Landsberg am Lech

Hitler stand ab Frühjahr 1924 unter Hochverratsanklage vor dem Volksgericht in München. Obwohl für den Fall eigentlich das Reichsgericht in Leipzig zuständig gewesen wäre, hatte die bayerische Regierung den Fall an sich gezogen, um zu verhindern, dass die Machenschaften von Kahr, Lossow und Seißer ans Licht kamen, was dann im Prozessverlauf auch tatsächlich gewährleistet werden konnte. Hitler konnte sich im Laufe des nun folgenden „Hitler-Prozesses“ aufgrund seiner rhetorischen Fähigkeiten vom Angeklagten zum Ankläger hochstilisieren. Dabei deutete er unter anderem das Ereignis und Gedenken der Kriegsniederlage zum „eigentlichen Hochverrat“ um und instrumentalisierte es in seinem Sinn als „Aufruf zum Putsch und Auflehnung gegen die Landesverräter“.
In einem Gutachten äußerte der Münchner Vize-Polizeipräsident Friedrich Tenner die prophetische Einschätzung: „Hitler […] ist heute die Seele der ganzen völkischen Bewegung. Er wird große Massen […] seiner Idee der NSDAP zuführen.“ Mit der Begründung, dass bei einem Mann, „der so deutsch denkt und fühlt wie Hitler“ und der sich durch „rein vaterländischen Geist und edelsten Willen“ auszeichne, das Motiv des Verrats nicht aufrechterhalten werden könne, wurde es vom Gericht ausdrücklich abgelehnt, Hitler als verurteilten Ausländer nach Verbüßung seiner Haftstrafe aus Deutschland auszuweisen, wie es § 9 des Republikschutzgesetzes zwingend vorsah. Hitler wurde zu fünf Jahren Festungshaft verurteilt, mit der Möglichkeit der vorzeitigen Entlassung schon nach sechs Monaten. Ludendorff stand ebenfalls in München vor Gericht, wurde jedoch „aufgrund seiner Verdienste im Weltkrieg“ freigesprochen.
In der Festung Landsberg schrieb Hitler einige Teile des ersten Bandes seines Buches Mein Kampf. Dass er diese seinen damaligen Mithäftlingen Emil Maurice und Rudolf Heß diktierte, wie man lange Zeit annahm, oder dass diese anderweitig mitwirkten, wird nach aktueller Forschungslage inzwischen bestritten. Nach neun Monaten wurde Hitler Ende 1924 „wegen guter Führung“ vorzeitig unter Auflagen aus der Haft entlassen.

## Untersuchungsausschuss
Am 31. Juli 1924 setzte der Bayerische Landtag einen Untersuchungsausschuss zur „Untersuchung der Vorgänge vom 1. Mai 1923 in München und der gegen Reichs- und Landesverfassung gerichteten Bestrebungen in Bayern vom 26. September (Einsetzung des Generalstaatskommissars Gustav von Kahr bis 9. November 1923)“ ein, welcher am 27. April 1928 seinen Abschlussbericht vorlegte.

## Gedenktag für die Bewegung
Obwohl Hitlers Versuch, die Macht im Staat zu erobern, kläglich gescheitert war, sollte sich der Novemberputsch für ihn und die NSDAP bezahlt machen. Hitlers Bekanntheitsgrad war dadurch enorm gestiegen, und ihm wurde durch den nachfolgenden Prozess erhöhte mediale Aufmerksamkeit zuteil. Obwohl führende Vertreter der bayerischen Staatsregierung, der bewaffneten Kräfte sowie der vaterländischen Verbände und völkisch-nationalistischen Wehrverbände auf einen Putsch gegen die Republik und die Errichtung einer nationalen Diktatur hingearbeitet hatten, wurde nach dem Scheitern des Putschs seitens der bayerischen Politik alles versucht, um die eigene Verstrickung zu vertuschen, was es Hitler, dem ebenso wie der NSDAP in diesem Plan eher eine Nebenrolle zugedacht war, ermöglichte, sich als wahren Revolutionär und treuen, aber verratenen Patrioten zu präsentieren. Zudem ließ sich der Putsch später mythologisch verklären.
Die Umdeutung des Putschversuches in eine heroische Niederlage und die Glorifizierung der dabei umgekommenen 16 Nationalsozialisten, die in der Folgezeit zu „Gefallenen“ und „Opfern“ für das Vaterland sowie „Blutzeugen der Bewegung“ verklärt wurden, setzte bereits mit dem ersten Band von Hitlers Mein Kampf ein, wo sie namentlich im Vorwort aufgelistet wurden. Bereits nach seiner Haftentlassung hatte Hitler in einem „Aufruf an die ehemaligen Angehörigen“ der NSDAP davon gesprochen, dass diese 16 Männer „durch ihren Märtyrertod zu Blutzeugen“ des „politischen Glaubens und Wollens“ des Nationalsozialismus geworden seien.
In seiner Rede am 2. März 1925 sprach er davon, dass die nationalsozialistische Bewegung durch den Putsch „die Bluttaufe empfangen“ habe. Der Putsch wurde auf diese Weise „zum Symbol einer das Letzte gebenden Einsatzbereitschaft, an der in Zukunft jedes Parteimitglied gemessen wurde. Die Todesbereitschaft wurde zum Orientierungsmaß.“ Noch im selben Jahr erhielt der auf diese Weise begründete Kult um die beim Putsch getöteten Nationalsozialisten durch eine Anordnung Hitlers vom 4. November 1925 einen weiteren Impuls: Künftig wurde es allen NS-Ortsgruppen zur Pflicht gemacht, alljährlich am 9. November Gedenkfeiern abzuhalten, in die auch die Getöteten des Ersten Weltkrieges einbezogen werden mussten, womit suggeriert wurde, dass die Putschisten im Grunde für dieselbe Sache gestorben seien wie die im Weltkrieg Gefallenen: für das Vaterland.
Seine volle Ausprägung erhielt der Kult um den 9. November nach der Machtergreifung 1933. In aufwändig inszenierten jährlichen Totenfeiern wurde dabei der in München getöteten Putschisten und der anderen während der Kampfzeit ums Leben gekommenen Nationalsozialisten gedacht. Anlässlich des zehnten Jahrestages des Novemberputsches stiftete Hitler den so genannten „Blutorden“, der allen damals Beteiligten verliehen wurde und zum Zeitpunkt der Stiftung die höchste Parteiauszeichnung der NSDAP war. Die so genannte Blutfahne wurde ab 1926 auf den Parteitagen zur mythisch überhöhten „Weihe“ der Parteifahnen und SS-Standarten verwendet.
Nachdem Hitler am 1. März 1939 den 9. November als Gedenktag für die Bewegung zum staatlichen Feiertag erklärt hatte, resümierte er in seiner Gedenkrede am 8. November desselben Jahres:

„Dieser Entschluss (d. h. zur Revolte vom 8./9. November 1923) ist damals scheinbar misslungen, allein, aus den Opfern ist doch erst recht die Rettung Deutschlands gekommen.“

In der Feldherrnhalle wurde 1933 eine Tafel aufgestellt, vor der ständig ein SS-Doppelposten Ehrenwache hielt und die von den Passanten mit dem Hitlergruß zu ehren war (siehe auch: Drückebergergasse). Am Münchner Königsplatz wurden nach 1933 zwei Ehrentempel für die 16 getöteten Putschisten errichtet und deren sterbliche Überreste dorthin umgebettet. Im Rahmen der Gedenkfeiern kam es zu zwei Attentatsversuchen auf Hitler: am 9. November 1938 durch den Schweizer Maurice Bavaud beim Gedenkmarsch zur Feldherrnhalle und am 8. November 1939 durch den Handwerker Georg Elser im Bürgerbräukeller.
Bereits seit 1939 fand jedoch der traditionelle Marsch zur Feldherrnhalle und zu den Ehrentempeln nicht mehr statt – auch wegen der zunehmenden Gefahr alliierter Luftangriffe –, sondern es wurden Kranzniederlegungen inszeniert. Als einziges Element der Feierlichkeiten in München blieb (bis einschließlich 1943) der Abend des 8. November unverändert, die Veranstaltung mit den „Alten Kämpfern“, auf der Hitler eine Rede hielt.
Die Ehrentempel am Königsplatz wurden 1945 von der US Army gesprengt; heute sind nur noch die Sockel übrig. Die Tafel in der Feldherrnhalle wurde am 3. Juni 1945 von Münchner Bürgern gestürzt, anschließend auf Betreiben der amerikanischen  Militärregierung eingeschmolzen und zum Wiederaufbau der Münchner Residenz verwendet. Im Gedenken an die vier getöteten Polizisten ließ die Stadt München 1994 in das Pflaster vor der Feldherrnhalle eine Bodenplatte einbauen. Am 9. November 2010 enthüllten der Münchner Oberbürgermeister Christian Ude und der Bayerische Innenminister Joachim Herrmann eine Gedenktafel an der Münchner Residenz, woraufhin die Bodenplatte im Februar 2011 entfernt und dem Stadtmuseum übergeben wurde.

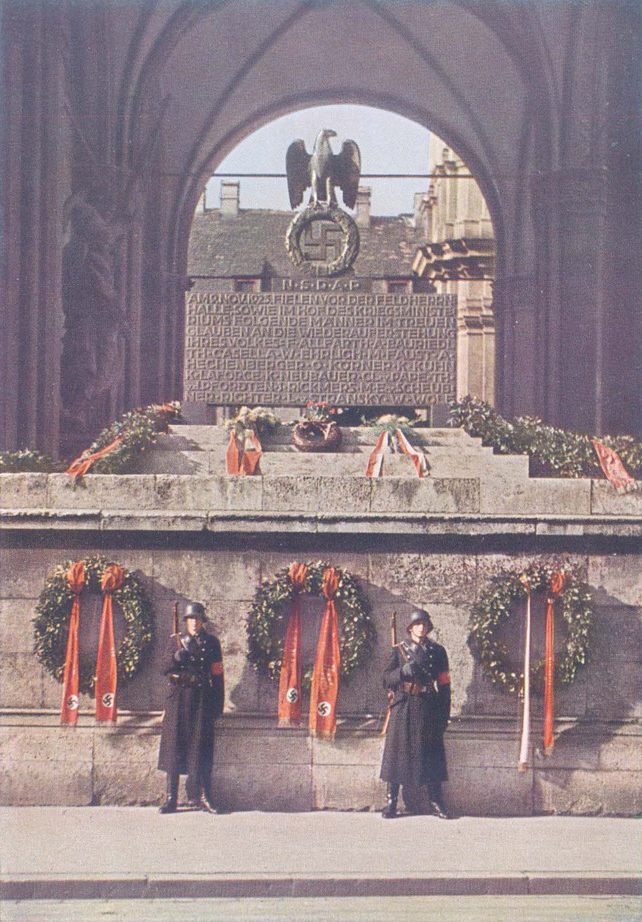
Ehrentafel in der Feldherrnhalle, 1933
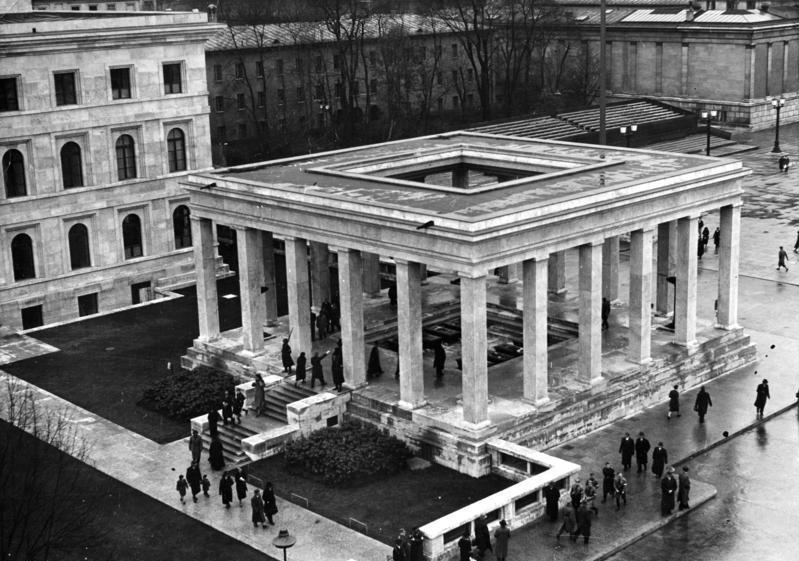
Ehrentempel auf dem Münchner Königsplatz, 1936
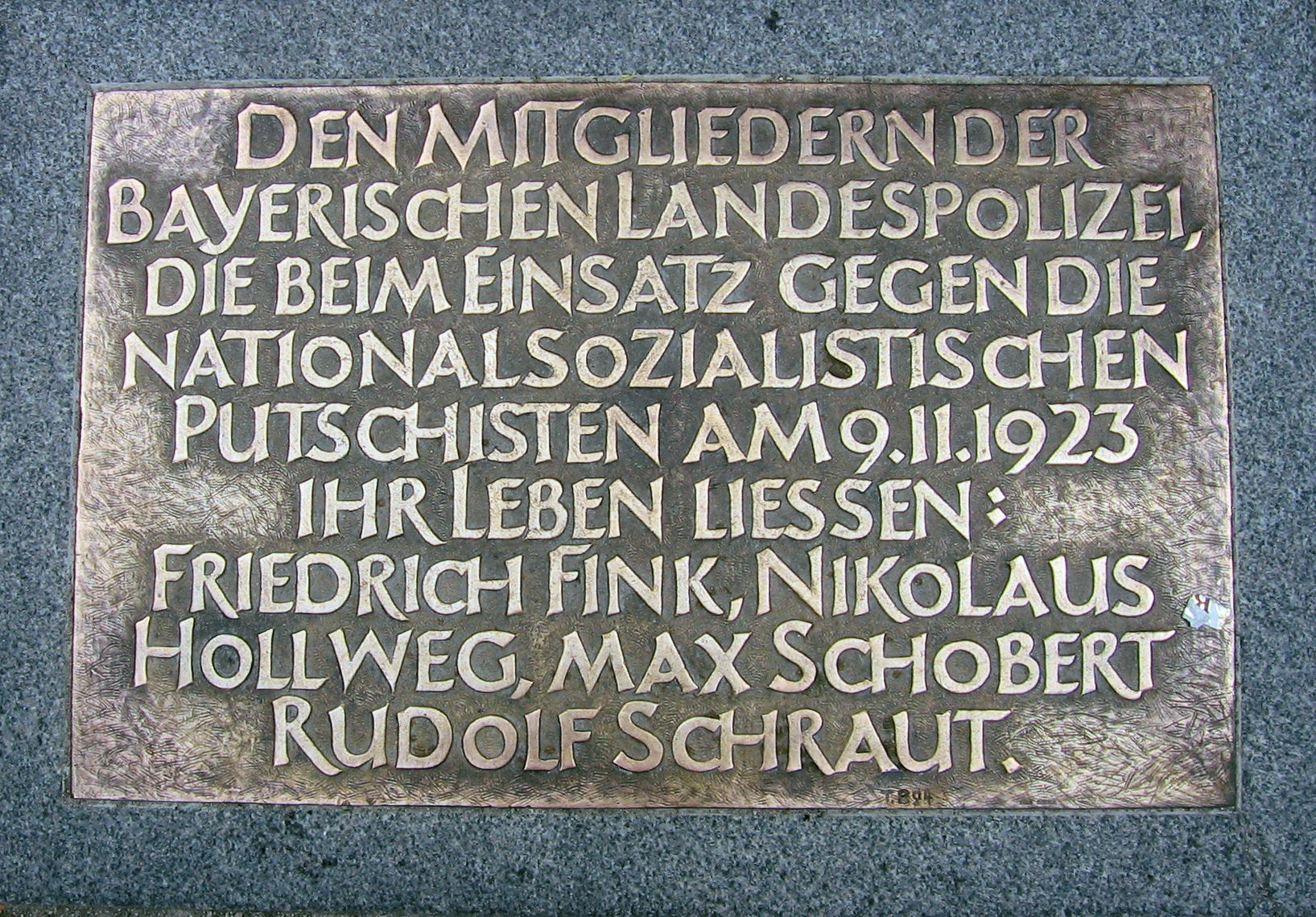
Bodenplatte zum Gedenken an die getöteten Polizisten (bis Februar 2011)
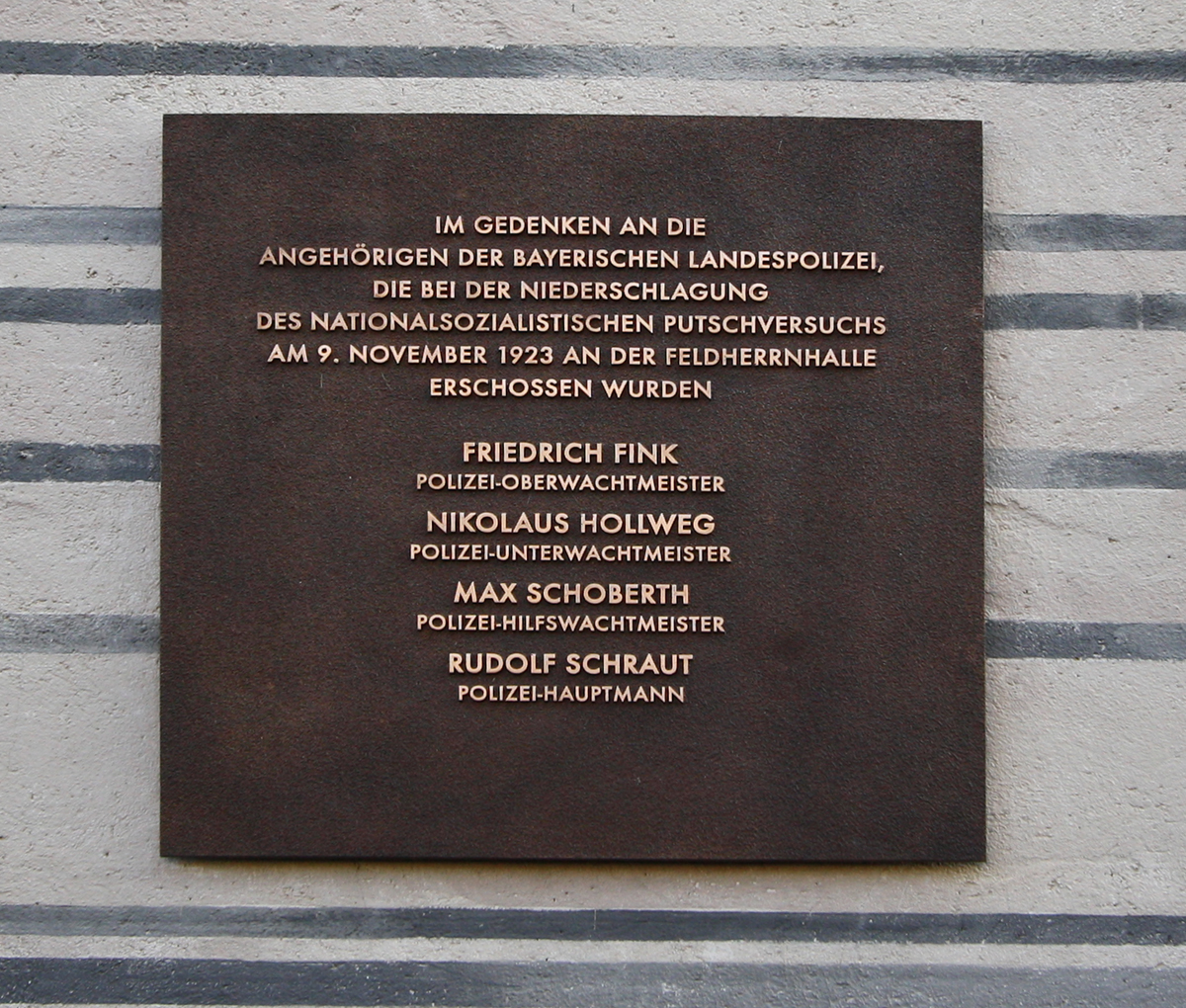
Gedenktafel an der Residenz, zum Gedenken an die getöteten Polizisten, enthüllt am 9. November 2010